# Успенская Рябкинская пустынь
Рябкинская Успенская мужская пустынь была основана монахом Краснослободского Спасо-Преображенского монастыря «старцем Изосимой с братией» на месте пустыннической кельи старца инока Герасима на р. Рябка в период с 1710 по 1713 г. Своеобразие обители заключалось в том, что она оказалась в эпицентре бурной промышленной жизни: в 1719 возле келий появился железоделательный завод купцов Миляковых и при нём рабочий поселок, ныне с. Старая Рябка. В 1764 году монастырь был закрыт, церковь Успение Божьей матери, с пределами Архистратига Михаила и Николая Чудотворца сделалась приходской (село Рябка), а монахи были переведены в Троице-Сканов монастырь в Наровчате.

## История
Рябкинская пустынь была бедной. Храм был захудалый, не было даже собственного священника, а служил «белый поп» с дьячком и пономарем. Первоначально общину составили выходцы из двух краснослободских монастырей — Спасо-Преображенского и Предтеченского, затем штат формировался из послушников, поступивших из разных мест. В первые годы пустынь называлась просто Рябкинской, потому что церкви не имела, а обходилась часовней. В 1716 г. появилось название Успенская благодаря закладки полноценного деревянного храма в память Успения Пресвятой Богородицы (освящен по указу из Москвы краснослободским благочинным протопопом Иваном Александровым в 1718 г.). Местоблюститель патриаршего престола митрополит Стефан Яворский тогда же утвердил штат пустыни в 31 человека.
Пустынь испытывала большие материальные затруднения, поэтому сдавала в аренду заводчикам Ивану и Тарасу Миляковым свои земли, полученные как вклад от нескольких благотворителей — принявших православие мокшан-язычников братьев Стефана, Василия и Никифора Яковлевых. Заводовладельцы помогали монахам как могли: содержали их, содействовали украшению храма, приобретали необходимую для богослужения утварь и т. д. В 1725 управитель Краснослободской конторы духовных дел протопоп Иван Александров писал в Синодальный казенный приказ, что братия Успенской пустыни питается с отданной в оброк земли от заводчика Тараса Васильева сына Мелякова, а именно : денег в год 5 руб. на церковные потребы и на всякое монастырское строение получают подаяния от оного Мелякова.
Из определения Берг-коллегии от 1722 года, выданного заводчикам Миляковым, известно, что они в 1719 году выстроили железноделательный завод на реке Рябке на наемной земле — Рябкинской пустыни казначея Зосимы с братией. Однако со строительством завода многие иноки покинули шумное место и перешли в другие обители. В 1724 году строитель Симон пытался восполнить штат, исчислявшийся 12 чернцами, насельниками Краснослободского Предтеченского монастыря, но горожане это сделать не позволили. Церковный ученый начала XX в. А. Л. Хвощев писал в своём обзоре монастырей: «Трудно понять, как она (Успенская пустынь) уцелела при уничтожении малобратственных пустыней 1720—1730 гг». Пустыни вновь помогли Меляковы: они вызвались возвести каменную церковь, чтобы способствовать сохранению общины. 17 сентября 1727 г. «железных заводов заводчик» Иван Васильевич Миляков подал в Св. Синод прошение следующего содержания:
«В Краснослободском уезде, в Рябкинской пустыни имеется церковь во имя Успения Пресвятой Богородицы деревянная, и оная церковь весьма обветшала, а ныне у меня, ниже поименованного, обещание есть, чтоб вместо той ветхой церкви построить каменную церковь во имя Успения Пресвятой Богородицы с приделом Николая Чудотворца, а без указу оной церкви строить не смею и прошу: о строении оной каменной церкви дать указ».
В 1731 году И. В. Миляков отрапортовал в Петербурге, что своё обещание выполнил, храм построил. Дело было доложено императрицы Анне Иоанновне, благосклонно отнесшейся к «доброхотской» деятельности провинциальных промышленников. Обзаведение новым храмом не избавило пустынь от штатных проблем. К концу 1730-х иеромонахов и иеродьяконов в братстве совсем не осталось. В 1740-х немногочисленные черницы были вынуждены нанимать «белого попа с дьячком и пономарем», — значит, решить вопрос собственного священства иноки не смогли. В конце 1750-х епископ Тамбовский Пахомий прислал в Успенскую пустынь двух иеромонахов Саранского Ильинского монастыря- Алексия и Германа. Иеромонах Герман вскоре из монастыря бежал, о чём Алексий донес по инстанции, требуя «отыскания утеклеца»; но пустынь тогда же покинули почти все монахи. Всего вернулся в Саранск и Алексий. Вместо него прислали другого иеромонаха, который застал в кельях только одного чернеца-инвалида.

### Секуляризационная реформа 1764 года
Указ 1764 о ликвидации монастыря на Рябке как маломощного и малобратственного только узаконил реальное положение дел. Каменная Успенская церковь перешла к приходу деревни Рябки, получившей таким образом статус села.

### Михайло-Архангельская церковь сегодня
Кирпичная церковь в честь Успения Пресвятой Богородицы в стиле барокко, была построена в 1730-х годах как монастырская при помощи заводчиков Миляковых. Трапезная с Михаило-Архангельским и Никольским приделами пристроена в 1872 г. Но в своем первозданном виде он не дожил до наших дней, его серьёзно разрушили после революции 1917 г. Самая главная и центральная часть храма была полностью уничтожена не позже 1930-х годов, уничтожена полностью колокольня храма. Уцелела только трапезная часть. В 1999 трапезная отремонтирована, освещена как храм Михаила Архангела. Сегодня в церкви идут восстановительные работы. На сегодняшний день в храме проведены все коммуникации, требуется замена окон и дверей, отделка помещений, восстановление приделов и центральной части храма, восстановление колокольни.